# Richland Township (comté de Vernon, Missouri)
Richland Township est un township, situé dans le comté de Vernon, dans le Missouri, aux États-Unis,.
Le township est fondé en 1855. Il existe deux versions sur l'origine du nom du township : l'une est en rapport avec les richesses de ses sols tandis que pour l'autre, il ferait référence au comté de Richland dans l'Ohio.

### Source de la traduction
- (en) Cet article est partiellement ou en totalité issu de l’article de Wikipédia en anglais intitulé « Richland Township, Vernon County, Missouri » (voir la liste des auteurs).